# Valeria euplexina
Valeria euplexina là một loài bướm đêm trong họ Noctuidae.